# Edith Arnheim
Edith Arnheim, ogift Lasch, född 21 februari 1884 i Prag i Österrike-Ungern, död 16 oktober 1964 i Sankt Görans församling i Stockholm, var en svensk tennisspelare som tävlade i Olympiska sommarspelen 1912. Hon var moster till direktören Frans Arnheim.
År 1912 förlorade hon bronsmedalj matchen till Molla Mallory i utomhus-singel. I damernas singel inomhus slogs hon ut i kvartsfinal. I mixad dubbel utomhus och i mixad dubbel inomhus slogs hon och hennes partner Carl-Olof Nylén ut i första rundan in första rundan.
Edit Arnheim vann ett svenskt mästerskap, det i mixad dubbel inomhus, det första någonsin i Sverige, 1916, tillsammans med Folke Hallengren.
Hon var gift med handlande James Isidor Arnheim (1880–1958), men äktenskapet upplöstes 1911.
Resultat 1912:
- 4:a damsingel
- 5:a damsingel inomhus
- Oplacerad mixed dubbel (första omgången)
- Oplacerad mixed dubbel inomhus (första omgången)